# Ameca
|  | Per a altres significats, vegeu «Ameca splendens». |

Ameca és una ciutat de l'estat de Jalisco, Mèxic; capital del municipi del mateix nom i seu de la Regió Barrios. El municipi d'Ameca és al centre-oest de l'Estat de Jalisco, entre les coordenades 20°25'00" a 20°42'00" de latitud nord i 103°53'15" als 104°17'30" de longitud oest, a una altitud d'1.235 msnm. D'acord amb les últimes xifres del INEGI, en 2010 el municipi d'Ameca tenia 57,340 habitants i una superfície de 837,81 km². Ameca posseeix un clima temperat-càlid, és un destacat centre agrícola, comercial i ramader. El nom d'Ameca prové del vocable nàhuatl (amecatl), que significa “cordó d'aigua corrent”, referent al tipus de serra que hi ha en el municipi.

## Història
Va ser fundada per l'indígena Jojouhquitecuani "el lleó brau", qui era una persona molt temuda. Al voltant de l'any 1325 va arribar amb diversos seguidors al lloc amb l'objectiu d'establir-se, perquè la terra era fèrtil i bona, a més es podria practicar la caça. Jojouhquitecuani va conquistar altres pobles que estaven subjectes al Caltzoncin "senyor de Pátzcuaro", amb qui va barallar grans guerres en voler fer-ho el seu vassall. No se sap quant temps va governar Jojouhquitecuani, però els seus fills, nets i besnets van romandre a Ameca fins a l'arribada dels espanyols.
El primer dels conqueridors que va arribar a Ameca va ser el soldat espanyol Juan de Añesta (o Inhiestra) el 1522, qui va arribar descalç, solament, i amb l'espasa a la mà. Els nadius el reberen pacíficament, presumiblement per associar-ho amb antigues llegendes que explicaven els seus avantpassats. Juan de Añesta va arribar a Colima amb Cristóbal de Olid o Gonzálo de Sandoval; va viure a Ameca 4 o 5 anys, després va tornar a Colima (ordinari de Ameca) i va morir.
En 1529, Fra Antonio de Cuéllar juntament amb altres frares espanyols van construir una capella de tova, la casa real, la plaça, la presó, una fonda i unes cases en el que avui és el centre de la ciutat.
En 1541 es va iniciar la catequització dels nadius per Fra Antonio de Cuéllar, qui va morir el 12 d'agost en sortir d'Ameca, quan es va deslligar la gran rebel·lió en contra dels espanyols. Va ser atacat a la serra d'Ameca voltes de la comunitat El Portezuelo i assassinat per ferides de fletxa.
En 1549, el poble d'Ameca va ser elevat a la categoria d'alcaldia, que estava dins del territori de la Nova Espanya.
La divisió política de la regió va tenir molts canvis; Ameca va dependre primer de Colima, després de Mèxic, després de Sayula i finalment de Cocula.
En 1824 estava incorporada al departament de Cocula, del que va passar a ser capital amb títol de vila al setembre de 1830.
El 22 d'abril de 1833, per decret del Congrés de l'Estat de Jalisco, se li va concedir a Ameca el títol de ciutat.
L'any de 1979, Ameca va celebrar 450 anys de la seva fundació i el 28 d'abril, els tres poders de l'estat es van traslladar a aquesta per celebrar una sessió solemne.